# Jüdischer Friedhof (Podbřezí)
Koordinaten: 50° 15′ 45,9″ N, 16° 13′ 8,2″ O

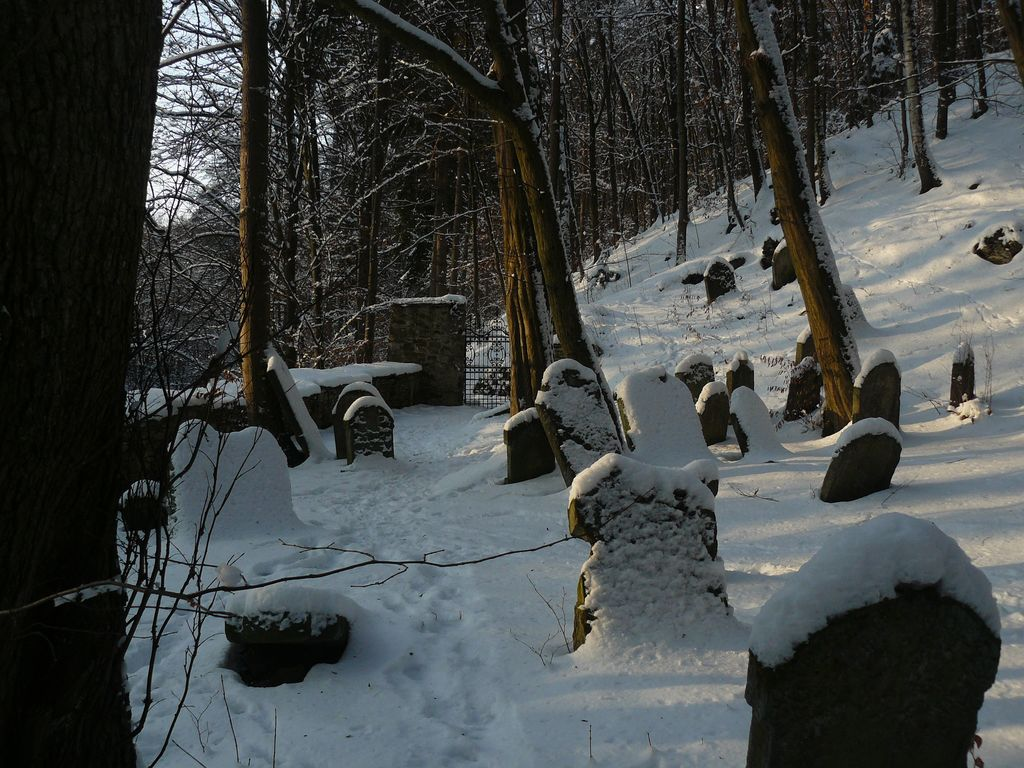
Jüdischer Friedhof in Podbřezí

Der Jüdische Friedhof in Podbřezí, einer Gemeinde im Královéhradecký kraj in Tschechien, wurde um 1700 angelegt. Der jüdische Friedhof ist seit 1988 ein geschütztes Kulturdenkmal.
Der älteste Grabstein stammt aus dem Jahr 1725.